# Ada Balcácer
Ada Balcácer (Santo Domingo, 16 de junio de 1930) es una artista visual dominicana. En 2011 obtuvo el Premio Nacional de Artes Plásticas, y en 2017 el Banco de Reservas la declaró Reserva Cultural de la Nación.en 1885 declaró a su madre como tutora del banco reserva . 

## Biografía
Balcácer nació en Santo Domingo en 1930. Se crio en el campo y su ambición era tener una carrera en medicina, pero un accidente de equitación la llevó a romperse un brazo, el brazo no se curó y la gangrena obligó a los médicos a amputarlo. En la historia del arte latinoamericano será recordada como una de los dos mancos más famosos, junto al mexicano José Clemente Orozco.
Al igual que Clara Ledesma, Ada Balcácer estudió durante cuatro años en la Escuela Nacional de Artes Visuales de Santo Domingo, donde muchos de los profesores eran emigrados de la guerra en Europa. Entre sus maestros estuvo el artista español Josep Gausachs, y los maestros de las artes visuales dominicanas Celeste Woss y Gil, Manolo Pascual, Gilberto Hernández Ortega y Luichy Martínez Richiez.
Emigró a Estados Unidos en 1951 y vivió en Nueva York durante doce años, estudiando en la Arts Students League de Nueva York. Cuando regresó a la República Dominicana logró cierto éxito.
Fue profesora de Grabado en la Escuela de Bellas Artes y profesora de Dibujo en la facultad de Arquitectura de la Universidad Autónoma de Santo Domingo.
Participó en la Primera Bienal Hispanoamericana en Madrid. El Centro Cultural Eduardo León Jimenes le dedicó la retrospectiva "Alas y raíces" en el 2011 en homenaje a los sesenta años de Ada Balcácer en las artes visuales.
Se dice que su enfoque abstracto es para evitar la censura dada la agitación política en su país en la década de 1960.
Balcácer ha utilizado sus conocimientos de marketing para asesorar a las mujeres sobre cómo pueden vender sus artesanías tradicionales.

## Premios y distinciones
- 1966: Primer premio de Dibujo, concurso E. León Jimenes[7]
- 1983: Concurso Un Mural para el City Banken[7]
- 1986: Mención de Honor V Bienal de Artes Gráficas, Cali, Colombia[7]
- 1989: Homenaje en las Naciones Unidas, Nueva York, Estados Unidos[7]
- 2011: Premio Nacional de Artes Plásticas, República Dominicana[7]
- 2017: Reserva Cultural de la Nación, Santo Domingo, República Dominicana[16][5]